# Кёнгинский сельсовет
Кёнгинский сельсовет — упразднённая административно-территориальная единица в Бакчарском районе Томской области России.
Административный центр — село Кёнга.

## Состав
На 2004 год в состав сельсовета входили:
- село Кёнга — 199 жителей, из них 93 % русские
- посёлок Гребенщиково — 0 жителей
- посёлок Центральный — 5 жителей, из них	100 % русские

## История
Кенгинский сельский совет рабочих, крестьянских и красноармейских депутатов и его исполнительный комитет образован в 1925 году. Административным центром была заимка Гребенщикова.
Входил в 1925—1931 гг в состав Парабельского района Томского округа Сибирского края, с 17 января 1931 г. — в состав Каргасокского района.
К 2004 году — Кенгинская сельская администрация.
Постановлением Государственной Думы Томской области от 29.07.2004 года № 1359 исключены из учётных данных посёлки Гребенщиково и Центральный.